# Верхнетроицкое сельское поселение
Верхнетро́ицкое се́льское поселе́ние — упразднённое муниципальное образование в составе бывшего Кашинского района Тверской области.
Центр поселения — деревня Верхняя Троица.
Образовано в 2005 году, включило в себя территорию Верхнетроицкого сельского округа. С 2018 года упразднено и стало частью единого Кашинского городского округа.

## Географические данные
Территория поселения состоит из двух частей, разделенных территорией Славковского сельского поселения.
- Общая площадь: 136,7 км²
- Нахождение: юго-западная часть Кашинского района
  - Граничит:
    - на севере — с Славковским СП
    - на востоке — с Булатовским СП
    - на юго-западе — с Кимрским районом, Печетовское СП, Красновское СП и Быковское СП
    - на западе — с Рамешковским районом, СП Киверичи.

Главная река — Медведица.
Поселение пересекает автодорога «Кушалино—Горицы—Кашин—Калязин»

## Экономика
- ООО «Снайп».
- ФГБУ Оздоровительный комплекс «Тетьково».

## Население
По переписи 2016 года — 1859 человек.
Национальный состав: русские.

## Населенные пункты
На территории поселения находятся следующие населённые пункты:
| №  | Тип нп | Название                | Население (2016 год) |
| -- | ------ | ----------------------- | -------------------- |
| 1  | дер.   | Верхняя Троица          | 707                  |
| 2  | н.п.   | Больница имени Калинина | 41                   |
| 3  | дер.   | Большие Сетки           | 16                   |
| 4  | дер.   | Вознесенье              | 10                   |
| 5  | дер.   | Воронцово               | 7                    |
| 6  | дер.   | Гостинеж                | 10                   |
| 7  | дер.   | Козлово                 | 21                   |
| 8  | дер.   | Коленцево               | 0                    |
| 9  | дер.   | Красный Бор             | 3                    |
| 10 | дер.   | Малое Макарово          | 3                    |
| 11 | дер.   | Малые Сетки             | 49                   |
| 12 | дер.   | Матино                  | 27                   |
| 13 | пос.   | Медведица               | 13                   |
| 14 | дер.   | Мостище                 | 12                   |
| 15 | дер.   | Нивищи                  | 13                   |
| 16 | дер.   | Никулкино               | 7                    |
| 17 | дер.   | Отрубнево               | 4                    |
| 18 | дер.   | Плюгино                 | 10                   |
| 19 | дер.   | Поповка                 | 54                   |
| 20 | дер.   | Поповка-2               | 56                   |
| 21 | дер.   | Посады                  | 21                   |
| 22 | дер.   | Ройга                   | 0                    |
| 23 | дер.   | Селихово                | 6                    |
| 24 | дер.   | Слободка                | 44                   |
| 25 | дер.   | Сусолиха                | 16                   |
| 26 | дер.   | Сухолом                 | 1                    |
| 27 | дер.   | Тетьково                | 689                  |
| 28 | дер.   | Холстово                | 5                    |
| 29 | дер.   | Хрипелево               | 14                   |
| 30 | дер.   | Шевригино               | 0                    |

## История
В XI—XIV вв. территория поселения находилась на границе Новгородской земли (Бежецкий Верх) с Владимиро-Суздальским, затем Тверским княжеством. В XIV веке присоединена к Великому княжеству Московскому.

С образованием губерний территория поселения входит Углицкую провинцию Санкт-Петербургской, затем (с 1727 года) Московской губернии. С образованием в 1796 году Тверской губернии основная территория поселения была разделена по реке Медведице между Кашинским и Корчевским уездами. Самая западная часть территории поселения входила в Бежецкий уезд. После образования Калининской области территория поселения входит в Кашинский район.

## Известные люди
В деревне Верхняя Троица родился Михаил Иванович Калинин, советский государственный и партийный деятель, 1-й Председатель Президиума Верховного Совета СССР.
 В деревне Отрубнево родился Герой Советского Союза Иван Михайлович Чистяков.